# امیل ارنست وار
امیل ارنست وار (به فنلاندی: Emil Ernst Väre) (زاده ۲۸ سپتامبر ۱۸۸۵ - درگذشته ۳۱ ژانویه ۱۹۷۴) کشتی گیر کشور فنلاند است.